# Лоди, Франческо
Франческо Лоди (итал. Francesco Lodi; род. 23 марта 1984, Неаполь) — итальянский футболист, игравший на позиции полузащитника. Обычно он играл на позиции глубокого плеймейкера и был известен своими качествами распасовщика и навыками исполнения штрафных ударов.

## Клубная карьера

### «Эмполи»
Лоди начал свою карьеру в молодёжной системе клуба «Эмполи». В 2003 году был переведён в основную команду, несмотря на то, что его дебют на профессиональном уровне состоялся в сезоне 2000/2001. Во время зимнего трансферного рынка «Эмполи» решил отдать игрока в аренду в «Виченцу» из Серии B, чтобы он получил больше игрового времени. Лоди провёл 11 матчей за «бьянкоросси», прежде чем вернулся в «Эмполи» на сезон 2004/2005. В своем первом полном сезоне с тосканской командой Лоди провёл 27 матчей в лиге, забив 6 голов и помог им вернуться в Серию А. Лоди остался в «Эмполи» и это был его первый полный сезон в Серии А.

### Аренда в «Фрозиноне»
На сезон 2006/2007 «Эмполи» отдал Лоди в аренду команде «Фрозиноне» из Серии B за 50 тысяч евро. Лоди сразу получил роль игрока стартового состава, сыграв 40 матчей из возможных 42 и забив 11 голов. Несмотря на его форму, «Эмполи» решил оставить игрока в клубе из Лация в совладении за 1,4 миллионов евро. Он сыграл 41 матч за команду второго дивизиона и забил 20 голов в качестве полузащитника. В январе 2008 года «Эмполи» выкупил 50% регистрационных прав у «Фрозиноне» за 800 тысяч евро.

### Возвращение в «Эмполи»
После вылета «Эмполи» из Серии А аренда не была возобновлена, и игрок провёл сезон 2008/2009 в данном клубе. Он снова показал высокие результаты, сыграв 41 матч и забив 13 голов в лиге. Его форма на протяжении трёх сезонов вызвала интерес у множества клубов Серии А, включая «Удинезе», «Аталанту» и «Кьево». В начале сезона 2009/2010 Лоди забил три гола в первых трех играх сезона за «Эмполи», но позже присоединился к «Удинезе» на правах аренды на оставшуюся часть сезона 2009/2010.

### «Удинезе»
28 августа 2009 года Лоди официально перешёл в «Удинезе» на правах аренды из «Эмполи». В течение сезона Лоди было сложно попасть в основной состав из-за присутствия в команде опытных полузащитников Алексиса Санчеса, Маурисио Ислы, Гёкхана Инлера и Квадво Асамоа. Лоди провёл 19 матчей в лиге, забив 1 гол. «Удинезе» не воспользовалось возможностью выкупить игрока, и он вернулся в «Эмполи» 30 июня 2010 года.

### Возвращение в «Фрозиноне»
После выступления за «Удинезе» в Серии А Лоди вернулся в «Эмполи», но тут же был снова продан «Фрозиноне» на условиях совместного владения за 300 тысяч евро. Вернувшись во «Фрозиноне», Лоди сразу же вернулся стал игроком основного состава, сыграв 23 матча (из 23 возможных) и забив 7 голов до январского трансферного рынка, на котором он снова сменил клуб.

### «Катания»
31 января 2011 года «Катания» купила Лоди у «Фрозиноне» за 680 000 евро, при этом «Эмполи» сохранила 50% прав. Лоди присоединился к «Катании», подписав контракт на два с половиной года. 13 февраля 2011 года Лоди забил два штрафных в победной игре против «Лечче» (3:2). Он также стал автором гола со штрафного на 96-й минуте игры против «Ювентуса», сравняв счёт. В июне 2011 года «Катания» выкупила Лоди еще за 300 тысяч евро. С тех пор он сыграл 83 матча в чемпионате за клуб, забив 18 голов. Он также забил три гола в четырех матчах в Кубке Италии сезона 2012/2013.

### «Дженоа»
3 июля 2013 года «Катания» отправила Лоди в «Дженоа» в обмен на Панайотиса Тахцидиса в рамках безналичного обмена игроками. Оба клуба сохранили 50% прав (совладение). Сделка была завершена в середине июля. Он присоединился к команде, подписав трехлетний контракт и взяв футболку с номером 10.

### «Катания» (второй раз)
Лоди вернулся в Катанию всего через шесть месяцев после ухода из клуба, забив гол и отдав голевую передачу на Гонсало Берхессио в своем первом матче после возвращения, помогая победить «Болонью» со счетом 2:0 на стадионе «Анджело Массимино». В июне 2014 года соглашение о совместном владении было расторгнуто.

### «Парма»
25 августа был отдан в аренду в клуб «Парму».

### Возвращение в «Удинезе»
23 сентября 2015 года Лоди вернулся в бывший клуб «Удинезе» в качестве свободного агента. Он покинул клуб 17 февраля 2017 года.

### «Катания» (третий раз)
После того, как его контракт с «Удинезе» был расторгнут, директор «Катании» 2 марта 2017 года подтвердил, что Лоди стал первым игроком, подписанным на сезон 2017/2018.

### «Трестина»
8 января 2020 года подписал контракт на 1,5 года с клубом «Триестина» из Серии C.

### «Мессина»
22 января 2021 года Лоди покинул «Триестину», чтобы подписать полуторагодовой контракт с клубом «Мессина» из Серии D.

### «Ачиреале»
В августе 2021 года присоединился к клубу «Ачиреале».

### «Катания» (четвёртый раз)
В августе 2022 года Лоди согласился вернуться в возрожденный клуб «Катания» из Серии D.
После победы в Серии D с «Катанией» Лоди не был включён в составе на следующий сезон. 25 июля 2023 года Лоди объявил о завершении карьеры футболиста.

## Карьера за сборную
Лоди был игроком сборной Италии (до 19 лет). Он принял участие на чемпионате Европы УЕФА 2001 года среди игроков до 16 лет, последний турнир в категории до 16 лет.
В связи с тем, что чемпионат Европы среди игроков до 21 года был перенесён с четного на нечетный, новый тренер Пьерлуиджи Казираги вызвал его в качестве основного игрока команды на чемпионат Европы 2007 года, в котором могли участвовать игроки, родившиеся в 1984 году или позже. Он дебютировал за молодёжную сборную Италии в товарищеском матче против Хорватии 15 августа 2006 года в возрасте 22 лет.

## Достижения

### Клубные

#### «Катания»
- Чемпион Серии D: 2022/23

### Международные
- Чемпион Европы (до 19 лет): 2003